# Тобольский автобус
Тобольский автобус — система автобусного транспорта города Тобольск.

## История
В мае 1959 года образовано Тобольское пассажирское автохозяйство, переименованное в 1968 году в пассажирское автопредприятие, работали 41 автобус ПАЗ-651, 46 автомобилей ГАЗ-51 и 7 легковых такси.Из грузового АТХ, директором которого в то время был Дундуков О.М., а главным инженером Исаев Г.П., были определены ПАТХ – 41 автобус ПАЗ-651, 46 автомобилей ГАЗ-51 для перевозки грузов и пассажиров и 7 легковых такси.
Первым приказом директора Артемова Петра Васильевича был назначен руководящий состав нового предприятия, а именно: Герасимов Михаил Петрович, начальником эксплуатации – Вахрушев Павел Николаевич, главным бухгалтером – Ширяева Мария Каземировна. Начальником автовокзала был назначен Корепанов Василий Федорович, который недолго проработав начальником автовокзала, старшим механиком и старшим экономистом с 15 октября этого же года был назначен директором предприятия и проработал на этом посту около 9 лет – до августа 1968 года фактически под его руководством сформировался коллектив и была построена первоначальная производственная база предприятия.
С весны 2015 сняты с рейсов маршрутные такси «ГАЗель», которые заменены более комфортабельными микроавтобусами типа Луидор-22360С (Mercedes-Benz Sprinter W906) и Iveco FoxBus. Всего за период 2015 - 2017 приобретено 57 новых автобусов, 30 % денежных средств было получено из бюджета Тюменской области по программе софинансирования. В сентябре 2016 года введены электронные проездные.
АО «Тобольское ПАТП» — одно из крупных автотранспортных предприятий Тюменской области, в мае 2019 года отметило 60-летие. Сегодня пассажирское автопредприятие обслуживает всю маршрутную сеть города Тобольска, пригородные и междугородние маршруты районов области (Тобольского, Вагайского и Уватского), а также часть межобластных маршрутов, и международных — до городов республики Казахстан.
Ежегодно Тобольское ПАТП на 230 автобусах перевозит свыше 17 миллионов пассажиров. Производственная база предприятия располагает всем необходимым комплексом административно-бытовых, производственных и хозяйственных построек, обеспечивает полную потребность в техническом обслуживании, ремонте, хранении подвижного состава и создании надлежащих условий для работы персонала.

## Перевозчики
Все маршруты обслуживает ОАО «Тобольское ПАТП».

## Подвижной состав

### В настоящее время
- ЛиАЗ-5256
- ЛиАЗ-5293
- ЛиАЗ-4292
- Yutong ZK6116HG
- Yutong ZK6890HGQ
- Луидор-22360C (MB Sprinter)
- ПАЗ-3204
- ПАЗ-32054
- ПАЗ-320435-04 «Vector Next»

Также на линии работают два ретро-автобуса: ЛиАЗ-677М и ЛАЗ-695Н.